# Humayun-Mausoleum
Das Humayun-Mausoleum in Delhi, Indien, ist der Grabbau von Nasiruddin Muhammad Humayun (1508–1556), dem nach Babur zweiten Herrscher des Großmogulreiches von Indien; er regierte von 1530 bis 1540 und nochmals von 1555 bis 1556. Seit dem Jahr 1993 ist der Baukomplex als Weltkulturerbestätte der UNESCO anerkannt. 

## Lage
Ursprünglich lag das Mausoleum nahe am Fluss Yamuna, der jedoch in späterer Zeit seinen Lauf änderte. Das Mausoleum steht heute im Stadtviertel Nizamuddin-Ost, an der Kreuzung Lodi Road und Mathura Road. Zur Zeit der Sklavendynastie zählte das Gebiet zur Festung KiloKheri, der Hauptstadt von Sultan Kequbad, Sohn von Nasiruddin (1268–1287). Die Stätte umfasst außer der Hauptgrabstätte Humayuns noch andere Bauten und Grabmonumente der Mogularchitektur – darunter auch den Grabbau seines Barbiers.

## Geschichte
Mit dem Bau wurde um das Jahr 1562 begonnen, die Fertigstellung erfolgte 1571. Architekten des Bauwerks waren Sayyed Muhammad ibn Mirak Ghiyathuddin und sein Vater Mirak Ghiyathuddin, die schon in der timuridischen Hauptstadt Herat für Husayn Bayqara, für Babur in Indien und für den Usbekenherrscher in Bukhara gearbeitet hatten. Haji Begam (gestorben 1582), Humayuns erste Gemahlin, war in ihren letzten beiden Lebensjahren für den Unterhalt des Mausoleums zuständig.
Später diente das Gebäude als Grablege für verschiedene Mogulprinzen und deren Angehörige sowie als kurzzeitiger Zufluchtsort für den letzten Mogulherrscher Indiens, Bahadur Shah II. (1775–1862), den die Briten vor seiner Exilierung nach Birma im Jahr 1857 an diesem Ort gefangen nahmen.
Im Jahr 2003 wurden Restaurierungsarbeiten abgeschlossen, finanziell unterstützt vom Aga Khan-Kulturtrust, wodurch es ermöglicht wurde, dass wieder Wasser in den Kanälen des Gartens fließen kann.

## Architektur

### Materialien
Im Gegensatz zu den späteren Mausoleen der Mogul-Zeit mit ihrem Kern aus Ziegelsteinen, besteht das Humayun-Mausoleum aus nur grob behauenen Bruchsteinen, die entlang der schlammig-sandigen Flussufer der Yamuna nur selten zu finden waren und deshalb aus Abrissbauten entnommen oder aber von weither herangeschafft werden mussten. Nach Fertigstellung des Kernbaus wurden die Wände mit Platten aus verschiedenfarbigem Sandstein verkleidet oder aber – aus Kostengründen bei späteren oder weniger wichtigen Bauten oder Bauteilen – lediglich verputzt und farbig bemalt. Marmor kommt nur in der Verkleidung der Hauptkuppel und in den weißen Flechtbandintarsien vor, die den ganzen Hauptbau umziehen.

### Torbau

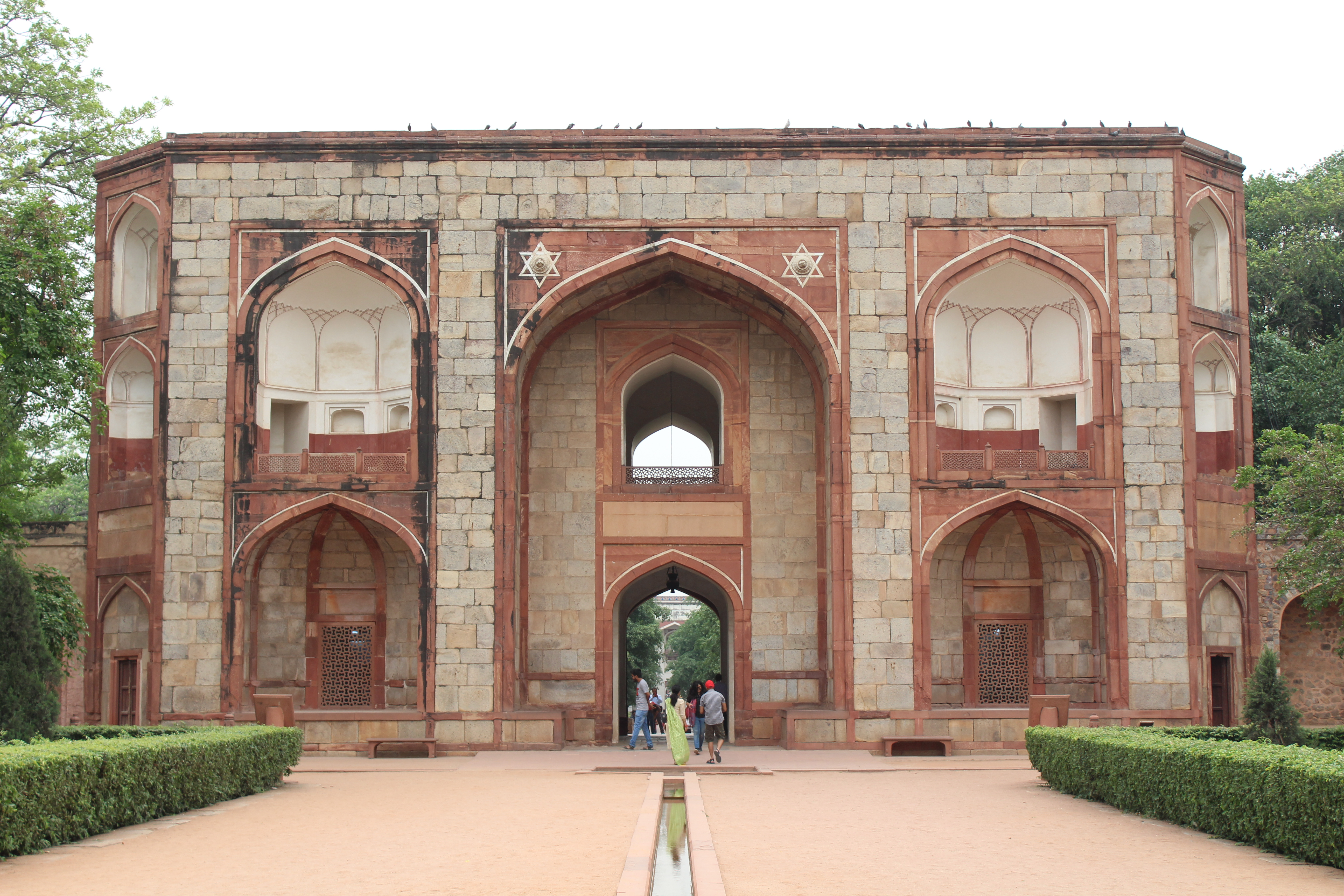
Humayun-Mausoleum, Torbau

Durch die vorspringenden Seitenflügel unterscheidet sich der sehr repräsentative Torbau des Humayun-Mausoleums von allen anderen Torbauten der Mogul-Gräber Indiens. Die seitlichen – übereinander gestellten – Nischen, der große zentrale Torbogen (iwan) und die kleinen, aufgesetzten Pavillons (chhatris) sind hingegen Elemente, die sich auch an späteren Torbauten wiederfinden werden. Der gesamte Baukörper ist mit Platten aus rotem und gelblich-beigem Sandstein aus Rajasthan verkleidet.
Der Bauschmuck beschränkt sich auf zwei sechszackige Sterne mit plastisch hervortretenden Rosetten in den Zwickeln des Torbogens und auf schmale – die Bogenzwickel einfassenden – Bänder mit Inkrustationen aus weißem Marmor.

### Grabmonument

#### Außenbau

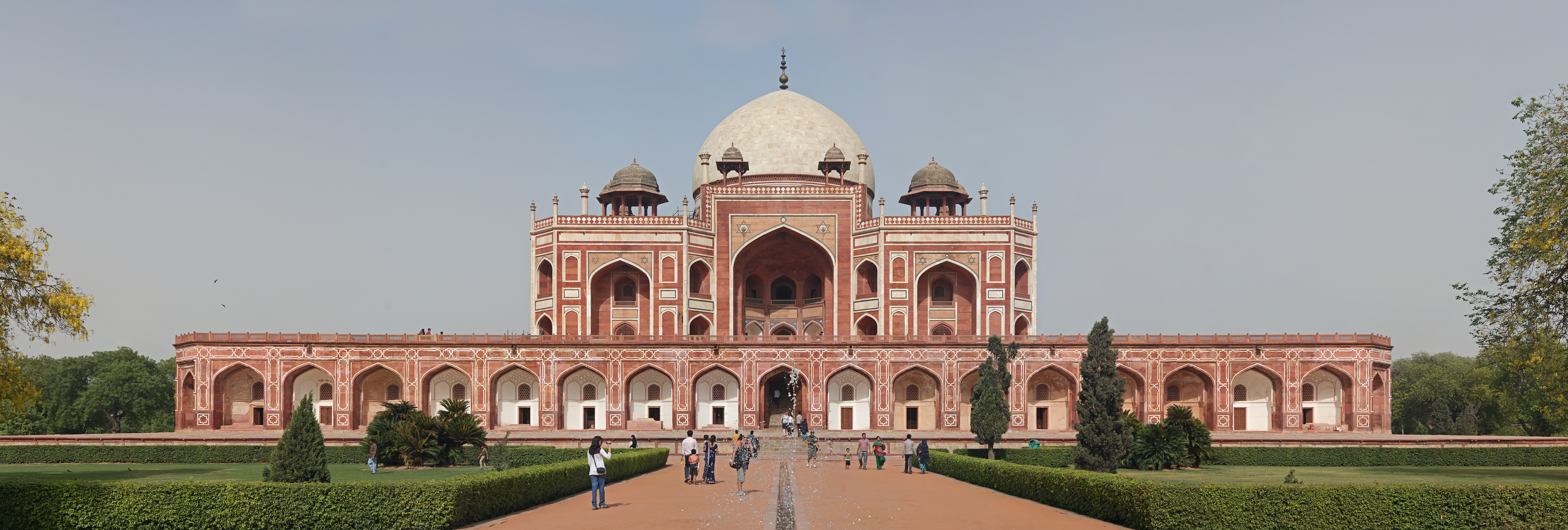
Humayun-Mausoleum, Außenbau

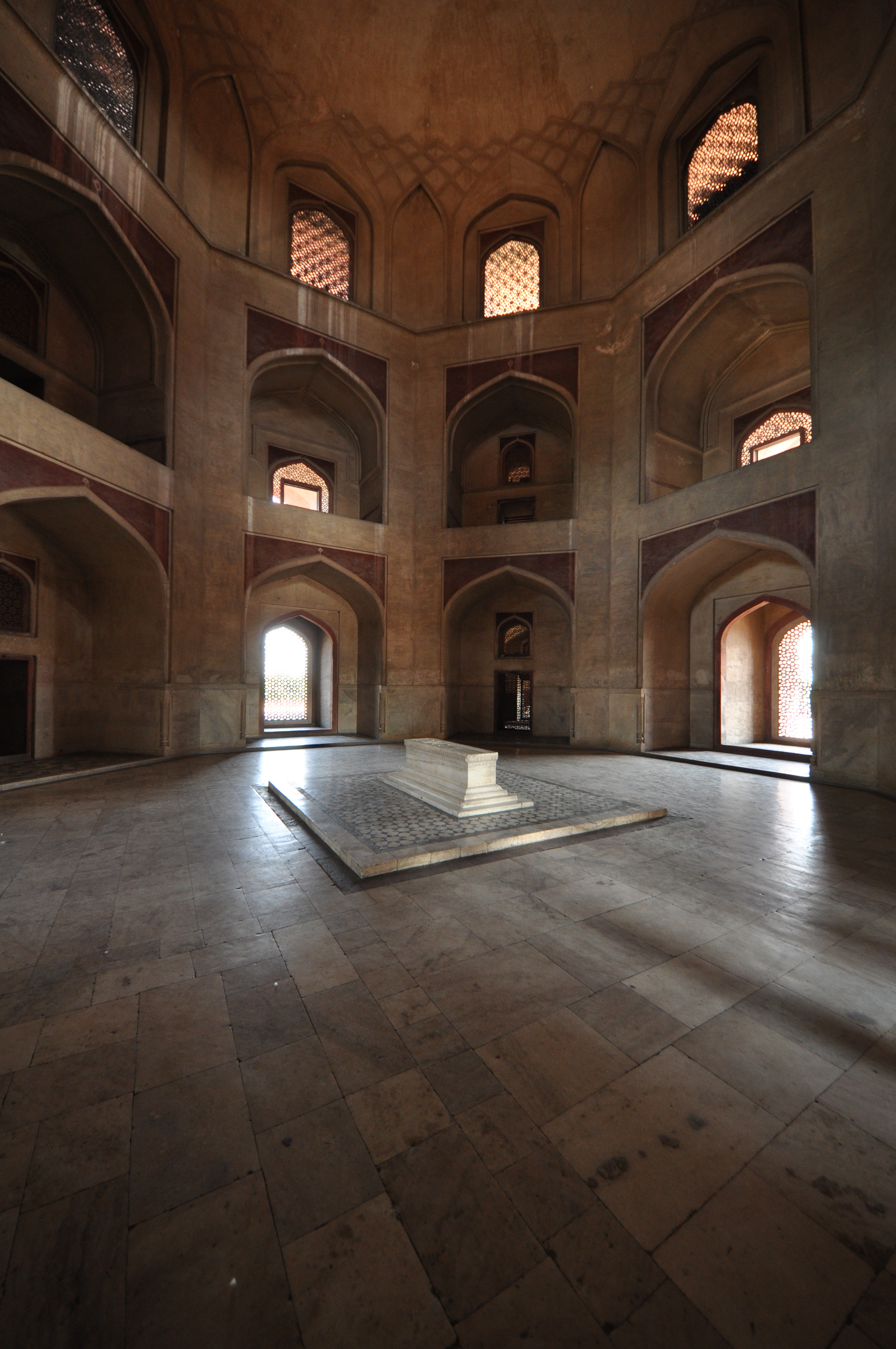
Humayun-Mausoleum, Innenraum

Auf einer ca. 7 m hohen – durch eine Vielzahl von Arkadenbögen mit umgebenden Flechtbändern optisch aufgelockerten – Plattform steht der zentrale Grabbau mit hohen Iwan-Bögen über dem Achsenkreuz. Die auf einem Tambour aufsitzende, gebauchte und von kleinen Chhatris umstellte Außenkuppel war zu der Zeit in der persischen Heimat des Architekten eher unüblich, findet sich aber in früheren und gleichzeitigen Bauten Zentralasiens (z. B. Gur-Emir-Mausoleum in Samarqand). Ein Kugelstab (jamur) erhöht die Kuppel im Zentrum. Der zentrale Hauptbau wird von vier kleineren – an den Ecken abgeschrägten und ebenfalls mit Pavillons versehenen – Annexbauten umgeben. Der sichtbare Baukörper besteht aus rotem und beigefarbenem Sandstein aus Rajasthan; nur die Verkleidung der Hauptkuppel sowie einige Wandapplikationen sind aus weißem Marmor gefertigt. Die Kuppeln der kleineren seitlichen Chhatris sind mit grauem Schiefer verkleidet, ein Material, das sich auch im Dekor der Bogenzwickel der Eingangsportale wiederfindet. Weiße, unreliefierte und zu großen Schmuckfeldern zusammengefügte Marmorplatten spielen eine wichtige Rolle im Gesamtbild.

#### Innenräume
Der sich über zwei Stockwerke öffnende achteckige Zentralraum wird durch die Jali-Fenster in diffuses Licht getaucht. Er beherbergt ausschließlich das auf einer kleinen, aber mit komplizierten geometrischen Steininkrustationen (Sterne und Achtecke) aus weißem und schwarzem Marmor geschmückten Plattform stehende Kenotaph Humayuns (die eigentliche Grabstätte des Herrschers liegt unterhalb des Bodenniveaus). Das Raumoktogon mit Emporen und Jali-Fenstern wird über Trompen mit einfachem Muqarnasdekor in den Kuppelkreis übergeführt; die flach gehaltene Innenkuppel selbst ist – wie bei vielen indischen Grabbauten – völlig dekorlos belassen.
Die bei den späteren Mogulgräbern (Akbar-Mausoleum, Itimad-ud-Daula-Mausoleum, Taj Mahal, Bibi-Ka-Maqbara) üblichen Stuckarbeiten mit floralen Wandmalereien oder gar Steineinlegearbeiten fehlen beim Grabmonument Humayuns – abgesehen von der kleinen Kenotaph-Plattform – völlig. Lediglich die großen Wandnischen bzw. -emporen mit ihren Jali-Fenstern und die unterschiedlichen Farben der Sandsteinverblendungen sorgen für architektonische bzw. optische Auflockerungen.
In den doppelgeschossigen seitlichen Annexräumen befinden sich mehr als 150 Kenotaphe von Familienangehörigen und entfernten Nachfahren des Herrschers. Somit kann das Humayun-Mausoleum – mehr als die späteren Bauten der Mogulzeit – als Grablege der Dynastie bezeichnet werden.

## Garten
Das Mausoleum erhebt sich inmitten einer von schmalen Wasserkanälen versehenen und somit auf den im Koran beschriebenen Paradiesgarten verweisenden, geometrisch angelegten Parkanlage im Char-Bagh-Stil – der ersten dieser Art in Indien. Wie auch bei späteren Grabmälern der Mogulzeit sind die mit Steinplatten bedeckten Wege zum zentralen Grabbau gegenüber dem Bodenniveau der Parkanlage erhöht, was vor allem während der Monsunzeit große Vorteile bietet und auch Tiere abhält; gleichzeitig liegen sie aber – zur Wahrung der Hierarchie – tiefer als die untere Plattform des Grabbaus.

## Bedeutung
Das erste – noch ohne rahmende Minarette errichtete – Mogul-Grab Indiens gehört aufgrund seiner Größe und seiner eleganten Architektur im persischen Stil zu den prächtigsten historischen Bauwerken in Delhi bzw. auf dem ganzen Subkontinent. Seine imposante Architektur lässt die vergleichsweise kompakten Grabbauten der Lodi-Dynastie weit hinter sich und weist voraus auf das Akbar-Mausoleum in Sikandra und auf das Taj Mahal in Agra.

## Galerie

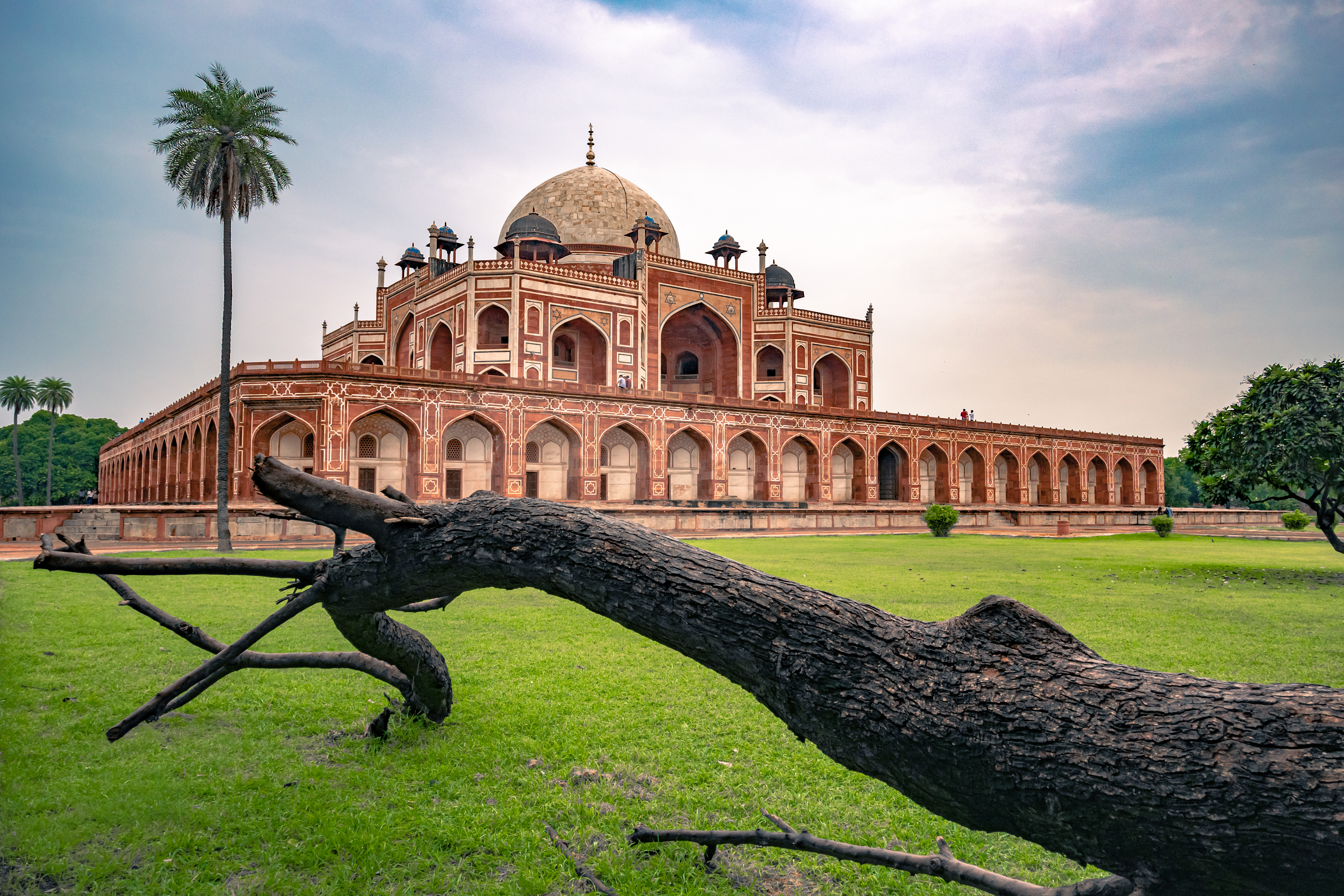
Humayun-Mausoleum, Grabbau
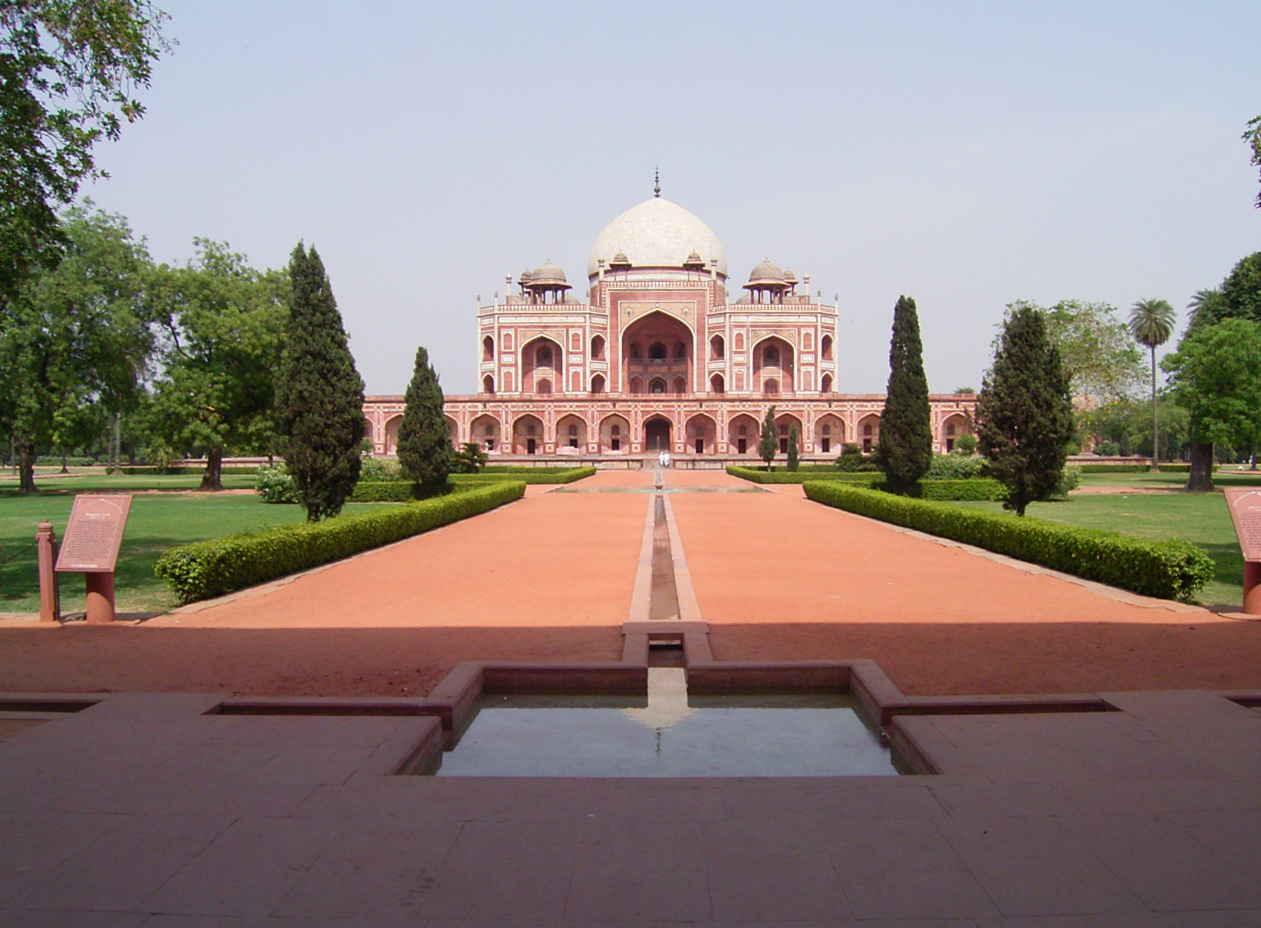
Gärten mit Wasserkanälen
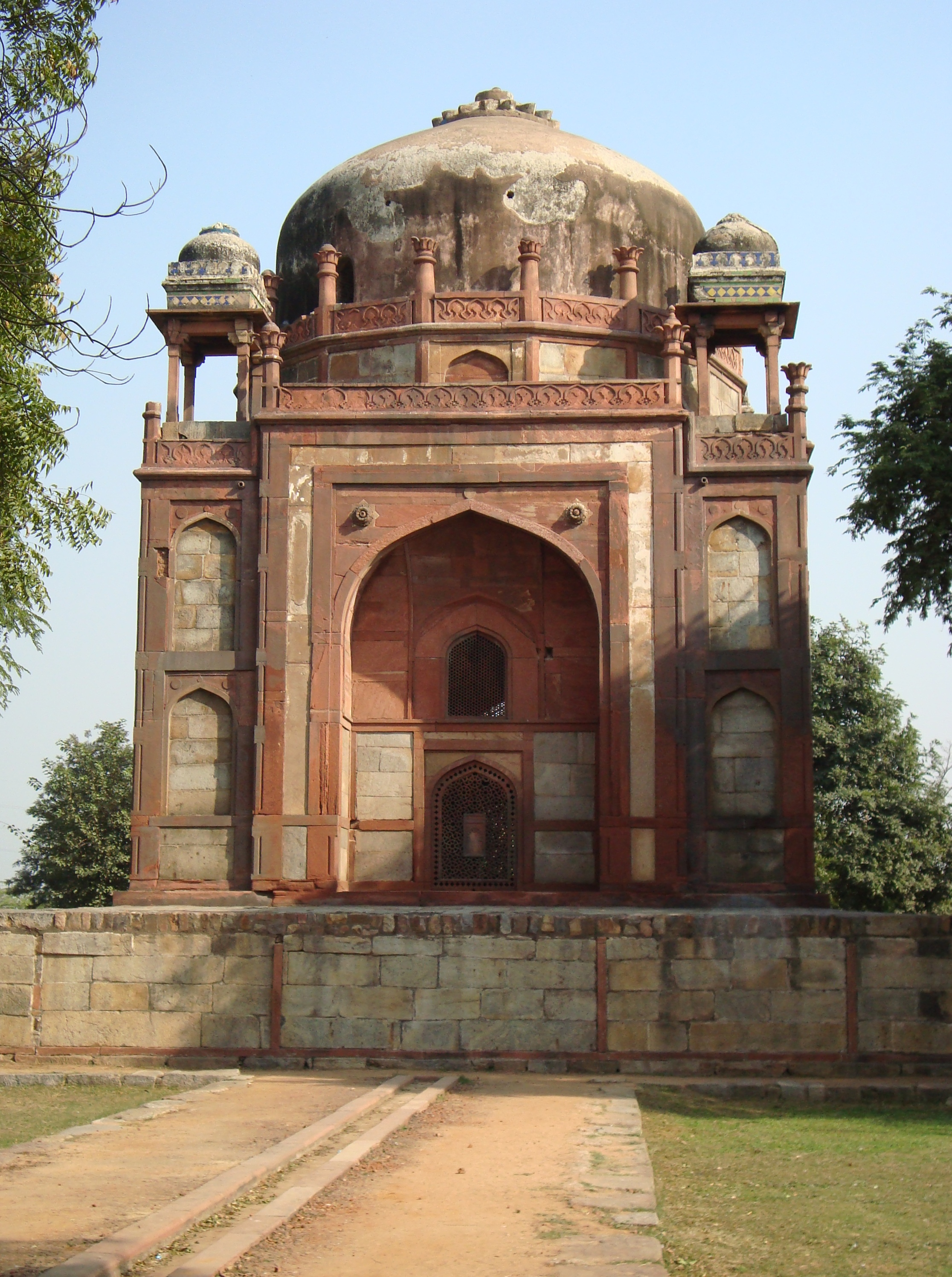
Grabbau von Humayuns Barbier